# Yolande av Dreux (hertiginna av Burgund)
Yolande av Dreux, född 1212, död 1248, var en hertiginna av Burgund genom sitt äktenskap med hertig Hugo IV av Burgund. 